# Каракайський сільський округ
Карака́йський сільський округ (каз. Қарақай ауылдық округі, рос. Каракайский сельский округ) — адміністративна одиниця у складі Жетисайського району Туркестанської області Казахстану. Адміністративний центр — село Каракайське.
Населення — 9121 особа (2021; 8191 у 2009, 7593 у 1999, 5913 у 1989).
Станом на 1989 рік існували Каракайська сільська рада (села Завіти Леніна, Каракайське, Красна Звєзда, Мікоян, Цілинне) та Караозецька сільська рада (села Батирхан, Жорабек, Караозек, Серікбай, селище Єнбек) Джетисайського району. 1997 року Каракайський сільський округ та Караозецький сільський округ були об'єднані в один — Каракайський. Тожді ж села Красна Звєзда та Мікоян передані до складу Жанааульського сільського округу. 2023 року до складу Жетисайської міської адміністрації передано 0,02 км² Каракайського сільського округу. 2023 року було ліквідовано села Батирхан, Жорабек, Орискудук та Серікбай.

## Склад
До складу округу входять такі населені пункти:
| Населений пункт   | Колишні назви                                   | Населення, осіб (1989) | Населення, осіб (1999) | Населення, осіб (2009) | Населення, осіб (2021) |
| ----------------- | ----------------------------------------------- | ---------------------- | ---------------------- | ---------------------- | ---------------------- |
| Батирхан, село    | бригада № 3 отділення № 5 совхоза Красна Звєзда | 302                    | —                      | 64                     | 5                      |
| Єнбек, село       | бригада № 3 отділення № 5 совхоза Красна Звєзда | 108                    | —                      | 57                     | 401                    |
| Жорабек, село     | —                                               | 222                    | —                      | 52                     | 6                      |
| Каракайське, село | отділення № 3 совхоза Красна Звєзда             | 1073                   | 1311                   | 1535                   | 1351                   |
| Караозек, село    | —                                               | 1235                   | 2396                   | 1690                   | 1617                   |
| Кетебай, село     | отділення № 5 совхоза Красна Звєзда, Цілинне    | 998                    | 1281                   | 1471                   | 1554                   |
| Орискудук, село   | бригада № 3 отділення № 5 совхоза Красна Звєзда | —                      | —                      | 85                     | 8                      |
| Сатпаєва, село    | Завіти Леніна                                   | 1788                   | 2605                   | 3190                   | 4171                   |
| Серікбай, село    | —                                               | 187                    | —                      | 47                     | 8                      |